# Enie van de Meiklokjes

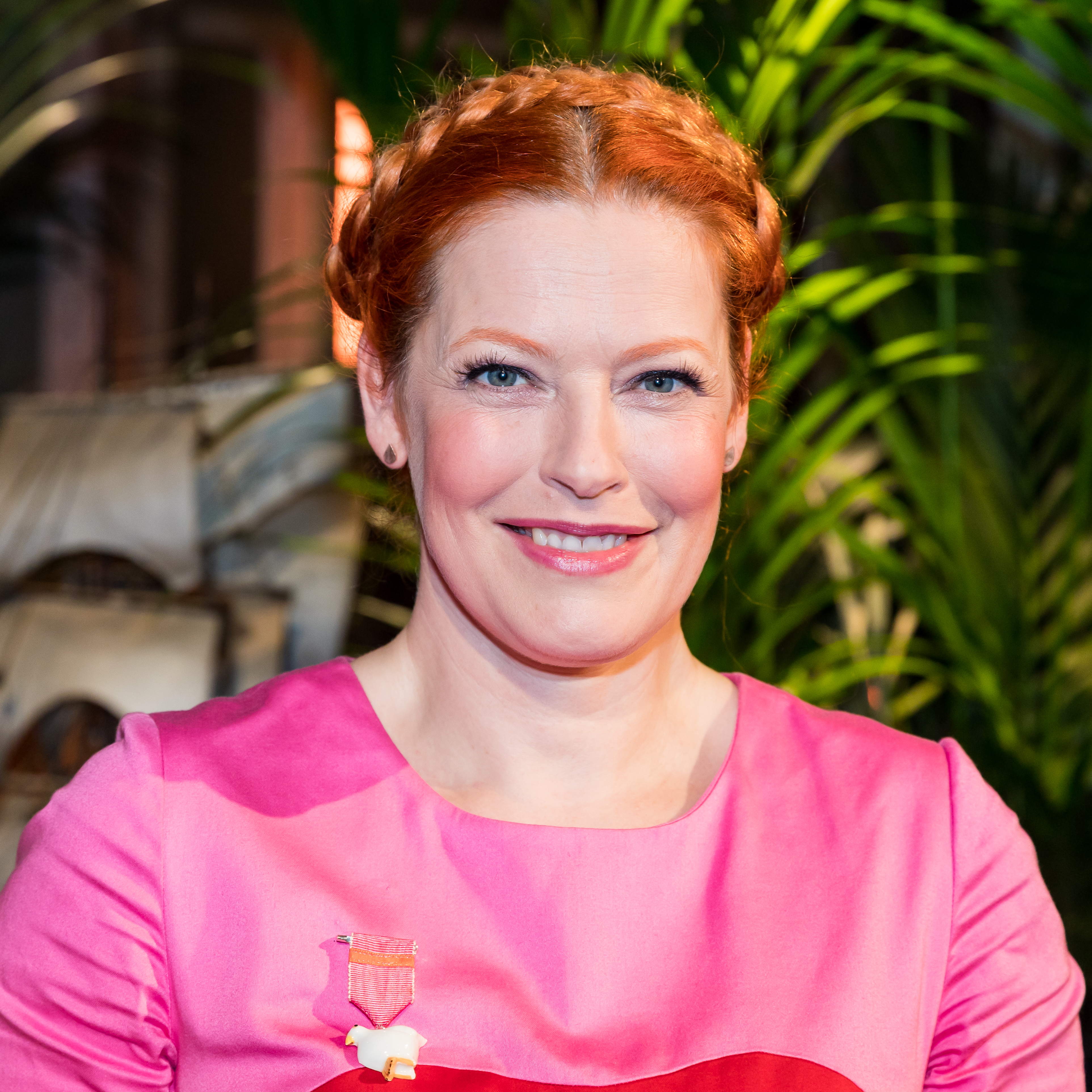
Enie van de Meiklokjes, 2018

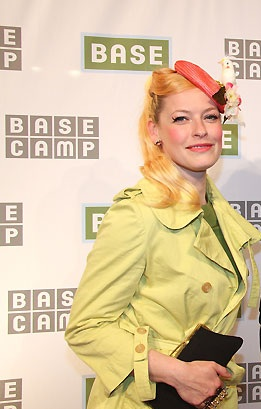
Enie van de Meiklokjes, 2012

Enie van de Meiklokjes (bürgerlich Doreen Meiklokjes Stærbo, * 1. August 1974 in Potsdam als Doreen Grochowski) ist eine deutsche Fernsehmoderatorin und Hörspielsprecherin.

## Leben
Nach Kindheit und Abschluss der Oberschule im Potsdamer Wohngebiet Am Stern erlernte sie den Beruf der Schauwerbegestalterin. Im Sommer 1996 begann sie als Moderatorin beim Fernsehmusiksender VIVA. Zu diesem Zeitpunkt war sie bereits unter ihrem Künstlernamen Enie van de Meiklokjes bekannt. Den niederländisch klingenden Namen hatte sie sich aus ihrer Zuneigung zu Maiglöckchen und Holland selbst gegeben. Von Oktober 1999 bis Oktober 2001 war sie Moderatorin von Bravo TV bei RTL 2. Seit Oktober 2001 ist sie freischaffend für verschiedene Fernsehsender tätig (ARD, ZDF, Arte, Sat.1, RTL, VOX, SIXX) und arbeitet bei Hörspielproduktionen, TV-Synchronisationen und Veranstaltungsmoderationen mit. Sie spielte auch einige kleinere Rollen in Serien, Fernsehfilmen (u. a. in Geliebte Schwestern oder Bewegte Männer) sowie in Werbespots. Bei Sat.1 moderierte van de Meiklokjes bis Mai 2005 die Morningshow Weck Up. Das Frauenmagazin Lola auf ARTE moderierte sie von Januar 2003 bis zu dessen Einstellung Ende 2006. Im ZDF-Kindermagazin PuR gab sie von 2004 bis 2006 Basteltipps. Von 2004 bis 2009 war sie in der Renovierungs-Sendung Wohnen nach Wunsch – Ein Duo für vier Wände auf VOX zu sehen. Im SWR Fernsehen moderierte sie 2009/2010 die vierteilige Reihe Nie wieder keine Ahnung! Malerei, in der Werke der Malerei für Laien erläutert wurden, außerdem 2011 die dreiteilige Reihe Nie wieder keine Ahnung! Architektur. Anfang Oktober 2012 startete mit zunächst zehn Folgen Sweet & Easy – Enie backt, eine Backshow auf dem Spartensender sixx. Von Ende Februar bis Anfang Juni 2013 strahlte sixx die zweite Staffel der Backshow aus, in der teilweise Prominente (z. B. Ruth Moschner und Wigald Boning) als Backexperten präsentiert wurden. Seit 2012 gehört van de Meiklokjes zum Rateteam der SWR-Sendung Meister des Alltags. In der am 29. September 2013 erstausgestrahlten überarbeiteten Fassung des VOX-Formates Kocharena namens Grill den Henssler trat sie als Jurorin auf. 2018 kommentierte sie auf Sat.1 die Doku-Soap Unser allerschönstes Weihnachten.
Im Jahr 2000 brachte van de Meiklokjes die Single Daba Daba Dab heraus, eine Coverversion des Klassikers Un Homme Et Une Femme von 1966 aus dem gleichnamigen Film. Weitere Singles waren Baby Elephant Walk (1998) mit einer französisierten Version des Liedes von Henry Mancini aus dem Jahr 1962, und Comme Ci, Comme Ça (2001). Ferner veröffentlichte van de Meiklokjes bereits 1996 die Single Spiel mit mir unter dem Pseudonym Baby Doll, die aber kein Erfolg war. Seit 2007 ist van de Meiklokjes Botschafterin des Deutschen Kinderhilfswerks und nahm an dessen Aktionen teil (z. B. Eine Mahlzeit für jedes Kind).
Im Oktober 2011 erschien im Tetra Verlag das Buch Enies Aquariengeschichten, in dem die passionierte Aquarianerin heitere und selbst erlebte Geschichten aus der Unterwasserwelt aufgeschrieben hat, ihr Erstlingswerk als Buchautorin. Von 2013 bis 2014 war sie bei Grill den Henssler in der Jury. Von 2014 bis 2016 und dann wieder ab 2018 moderiert sie auf Sat.1 Das große Backen.
In ihrer Zeit bei VIVA war sie mit Kim Frank, dem Sänger der Band Echt, zusammen, was auf großes öffentliches Interesse stieß. Die Beziehung wird auch in der Miniserie ECHT – Unsere Jugend (2023) beleuchtet.
Im Juni 2014 heiratete sie in Kopenhagen den dänischen Musiker Tobias Stærbo. Seit 2017 sind die beiden Eltern von Zwillingen.

## Hörspiele
- 2002: Folge 106 Die drei ??? – Der Mann ohne Kopf (Stimme von Pam)
- 2003–2021: Folgen 13–69 Hanni und Nanni (Stimme von Bobby)
- 2003: Folge 51 Fünf Freunde  - und der Eisenbahnraub (Stimme von Hilda)
- 2006: Folge 2 DiE DR3i – Die Pforte zum Jenseits (Stimme der Kassiererin)
- 2009: Folge 19–20 Lady Bedfort - ... und das Mörderspiel[12]
- 2011: Die drei ??? Spezial 2011: Brainwash – Gefangene Gedanken (als Werbestimme)
- 2016: Folge 182 Die drei ??? – Im Haus des Henkers (Stimme von Daphne)
- 2018: Folge 194 Die drei ??? – und die Zeitreisende (Stimme von Heather)
- 2018: Folge 207 TKKG –  Doppelte Entführung (Stimme von Sarah)

## Filmografie (Auswahl)
- 1997: Alarm für Cobra 11 – Die Autobahnpolizei (Fernsehserie, Folge 2x09 Crash)
- 1999: Schrei – denn ich werde dich töten! (Fernsehfilm)
- 1999–2001: Bravo TV (Jugend TV-Magazin)
- 2002: Bis dass dein Tod uns scheidet (Fernsehfilm)
- 2002: Hochwürden wird Papa (Fernsehfilm)
- 2003: Bewegte Männer (Fernsehserie, Folge 1x10 Happy Birthday)
- 2003: Bernds Hexe (Fernsehserie, Folge 2x04 Der vertauschte Bernd)
- 2004–2009: Wohnen nach Wunsch
- seit 2012: Sweet & Easy - Enie backt[13]
- 2012–2024: Meister des Alltags
- seit 2013: Das große Backen

## Diskografie
- 1996: Spiel mit mir – als Baby Doll
- 1998: Baby Elephant Walk (Eat That Beat)
- 2000: Daba Daba Dab (Un Homme Et Une Femme)
- 2001: Comme Ci, Comme Ça
- 2003: Je Vis Ma Belle Vie – Enie feat. Karmacurry

## Publikationen
- Enies Aquariengeschichten. Tre Torri Verlag GmbH, Wiesbaden 2012, ISBN 978-3-89745-140-7.
- Meine Rezepte. Sweet & Easy. Enie backt. Tre Torri Verlag GmbH, Wiesbaden 2012, ISBN 978-3-941641-84-6.
- Handmade mit Enie. Kreativkiste mit Farbe. Edition Michael Fischer, München 2015, ISBN 978-3-86355-409-5.
- Handmade mit Enie. Das große Kreativbuch. Edition Michael Fischer, München 2015, ISBN 978-3-86355-410-1.
- Handmade mit Enie. Kreativkiste mit Beton. Edition Michael Fischer, München 2016, ISBN 978-3-86355-411-8.
- Sweet and Easy. Enie backt. Rezepte zum Fest fürs ganze Jahr. Edition Michael Fischer, München 2016, ISBN 978-3-86355-610-5.